# Cixius nitobei
Cixius nitobei är en insektsart som beskrevs av Matsumura 1914. Cixius nitobei ingår i släktet Cixius och familjen kilstritar. Inga underarter finns listade i Catalogue of Life.